# Llandaffská katedrála
Llandaffská katedrála (anglicky Llandaff Cathedral, velšsky Eglwys Gadeiriol Llandaf) je katedrála ležící v Llandaffu, městské části Cardiffu ve Walesu. Původně vznikla v šestém století, roku 1120 však byla zahájena její přestavba v normanském slohu. Ta byla dokončena až koncem třináctého století. Jedna z věží byla v osmnáctém století zničena a její opravy začaly až v následujícím století.